# Aslı Kalaç

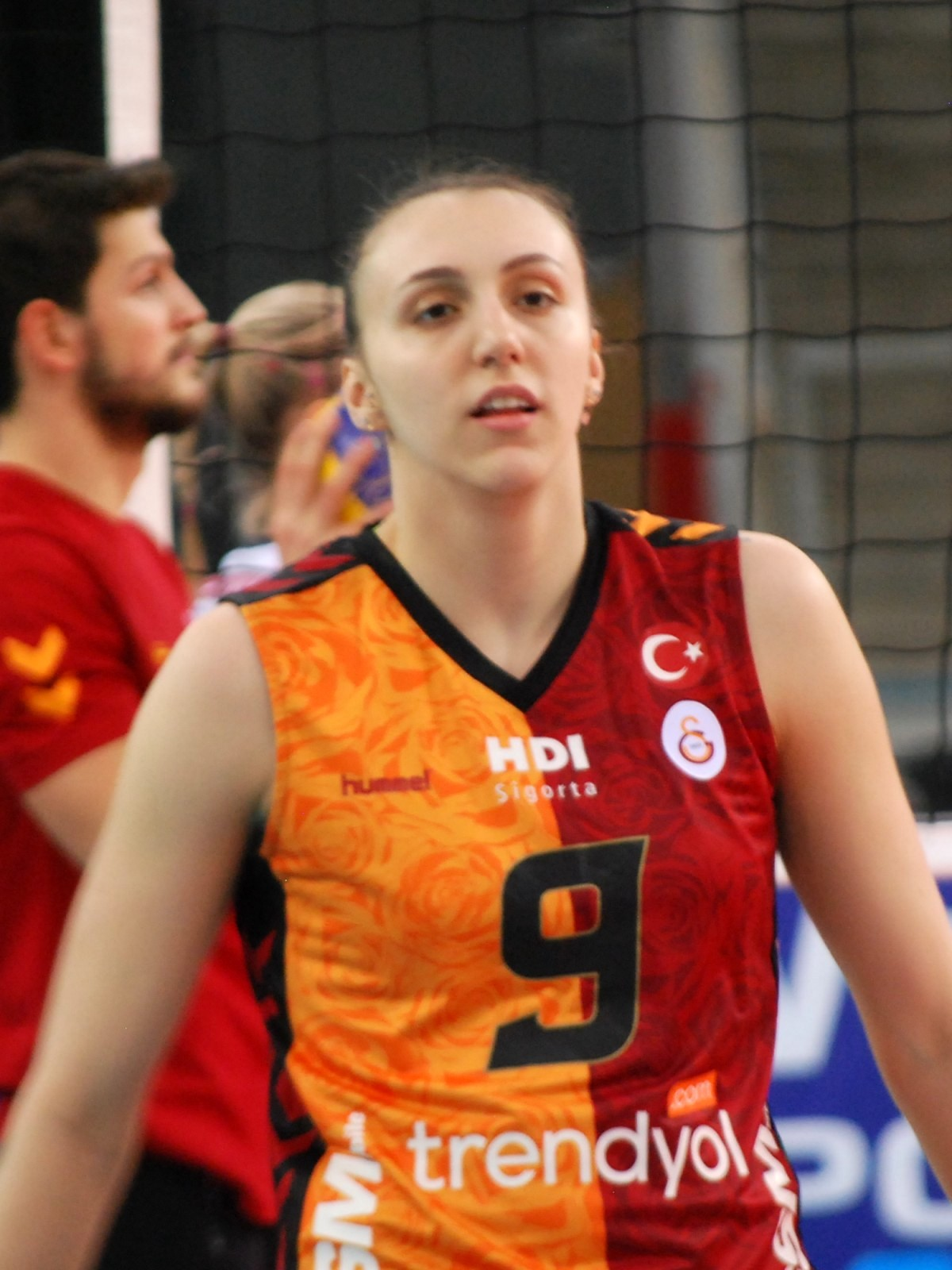
Aslı Kalaç zawodniczką Galatasaray Daikin Stambuł w sezonie 2016/2017

Aslı Kalaç (ur. 13 grudnia 1995 w Stambule) – turecka siatkarka, reprezentantka kraju, grająca na pozycji środkowej.

## Sukcesy klubowe
Puchar CEV:
- 2016

Mistrzostwo Turcji:
- 2023[2], 2024[3]
- 2017, 2025[4]
- 2021

Superpuchar Turcji:
- 2022[5], 2024[6]

Puchar Turcji:
- 2024[7], 2025[8]

## Sukcesy reprezentacyjne
Mistrzostwa Europy Kadetek:
- 2011

Mistrzostwa Świata Kadetek:
- 2011

Olimpijski Festiwal Młodzieży Europy:
- 2011

Mistrzostwa Europy Juniorek:
- 2012

Volley Masters Montreux:
- 2015
- 2016

Igrzyska Europejskie:
- 2015

Mistrzostwa Świata U-23:
- 2017

Igrzyska Śródziemnomorskie:
- 2018

Liga Narodów:
- 2023[9]
- 2021

Mistrzostwa Europy:
- 2023[10]

## Nagrody indywidualne
- 2015: Najlepsza blokująca Pucharu CEV
- 2016: Najlepsza zagrywająca Pucharu CEV